# Vismarktstraat

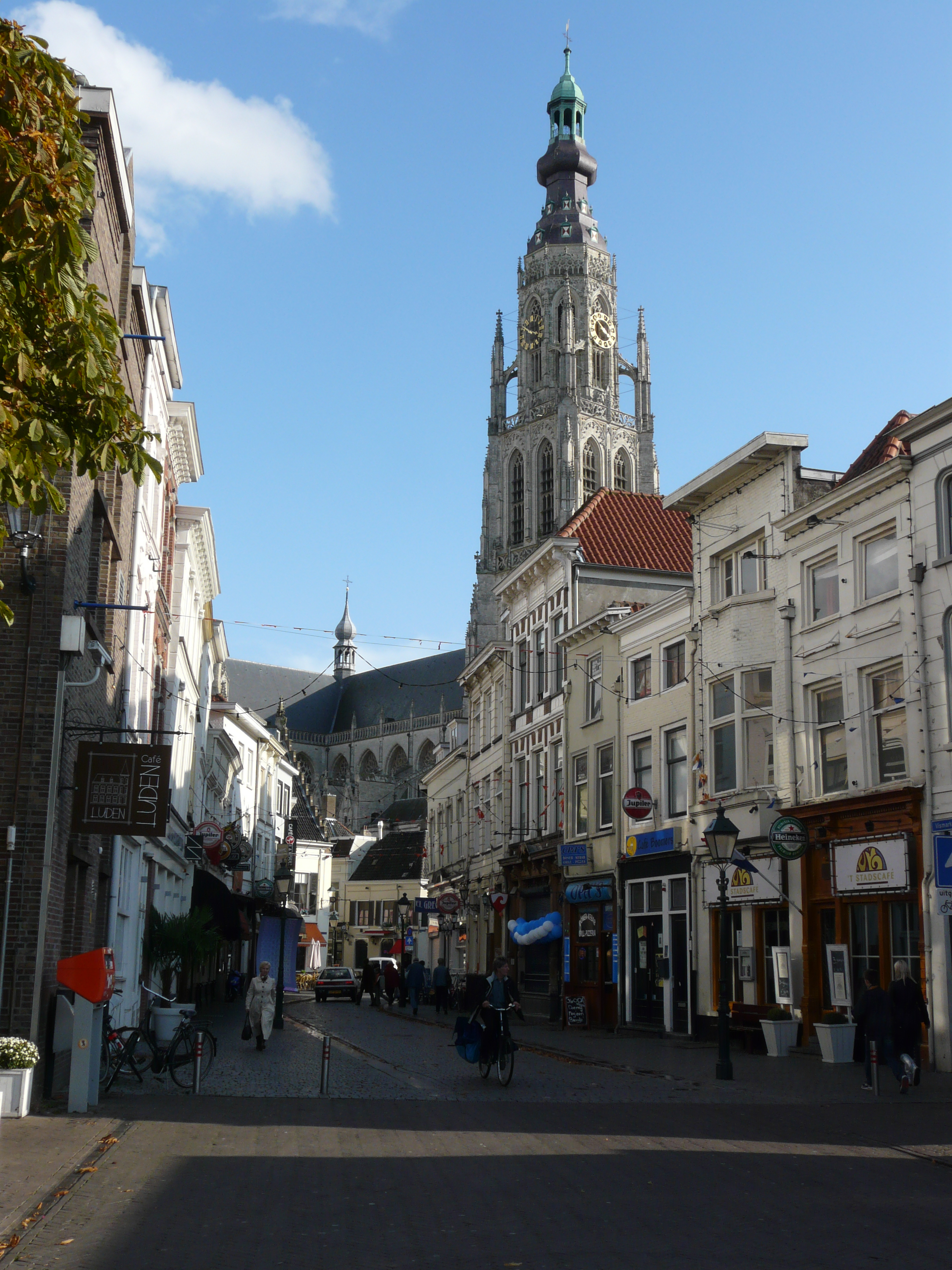
Vismarktstraat

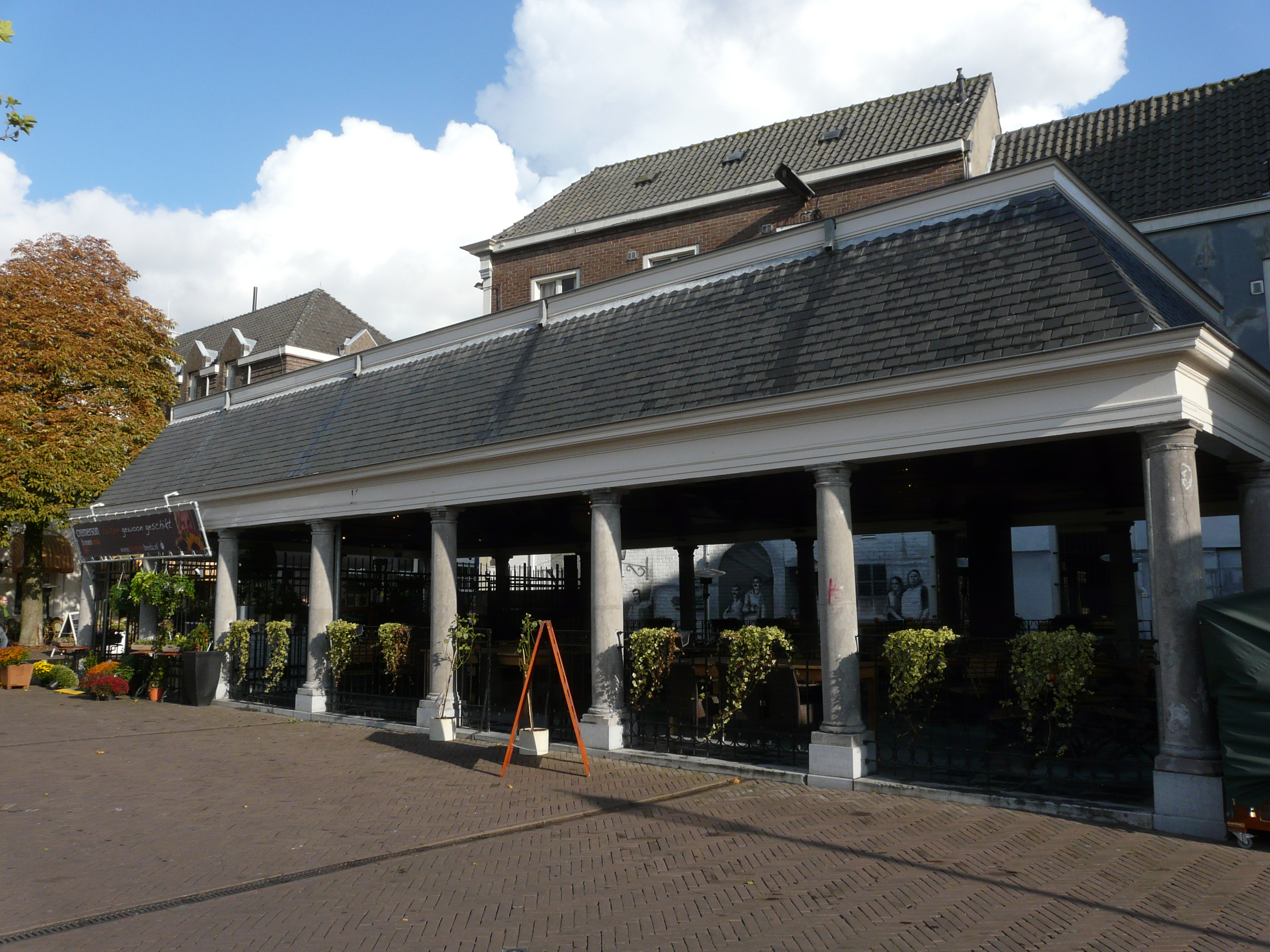
Oude Vishal

De Vismarktstraat is een straat in Breda. Het is vanuit westelijke richting een belangrijke toegangsweg naar het centrum.

## Geschiedenis
De straat dankt haar naam aan de vismarkt die vroeger bij de Haven was.
De Vismarktstraat loopt vanaf de Hoge Brug van de Haven naar de Havermarkt en de Reigerstraat. Er bevinden zich vooral horecagelegenheden in deze straat. Op de rechterhoek ligt de oude Vishal. Op de linkerhoek was het voormalige Oude Postkantoor. De Grote Kerk is zichtbaar op de achtergrond.

## Functie na 2000
In 2020 zijn er vooral horecagelegenheden gevestigd in de Vismarktstraat. De straat is een onderdeel van het uitgaangscentrum rond de Havermarkt.